# 973
Cette page concerne l'année 973  du calendrier julien. Pour l'année 973 av. J.-C., voir 973 av. J.-C.
L'année 973 est une année commune qui commence un mercredi.

## Événements
- 10 juin : le calife fatimide al-Mu'izz prend possession de son palais du Caire[1].
- 4 juillet : l'émir hamdanide de Mossoul, Abu-Taghlib, bat les Byzantins à Amida (Diyarbakır)[2].
  - L'expédition byzantine dirigée par l’Arménien Mleh, domestique des Scholes, ravage les territoires de Haute Mésopotamie, prend Mélitène, mais échoue devant Amida, où Mleh est fait prisonnier et envoyé à Bagdad où il meurt[3].
- Décembre : en Inde, Le roi Rastrakuta Karkka est battu et tué par Taila, un descendant des Chalukya de Badami. Le dernier Rastrakuta, Indra IV se réfugie auprès du roi Ganga Narasimha II puis meurt en 982. Taila II restaure la dynastie des Châlukya de Kalyani qui domine le Deccan jusqu'en 1189[4].

- Début du règne de Uttama Chola (en), roi Chola de Tanjore (fin en 985)[5].
- Le gouverneur ziride d'Ifriqiya Bologhine ibn Ziri mène plusieurs expéditions contre les Berbères Zenata ennemis des Sanhadja (973 et 979-980)[6].

### Europe
- 19 janvier : début du pontificat de Benoît VI (fin en 974)[7].
- 23 mars, Pâques : ouverture de la diète de Quedlinbourg. L'empereur Otton le Grand, alors le souverain le plus puissant d’Europe, reçoit des envoyés de Mieszko de Pologne, de Géza de Hongrie, de Boleslav II de Bohême, de Pandulf de Bénévent[8] et peut-être de Iaropolk Ier, grand prince de Kiev[9]. Il entérine la création d'un siège épiscopal en Bohême[10].
- Avril : le comte de Provence Guillaume le Libérateur fait don à l'un de ses fidèles des terres de Ravaneiras, près de Fraxinet d'où les Sarrasins viennent d'être chassés[11].
- 7 mai : Otton Ier meurt au monastère de Memleben. Son fils Otton II le Roux devient empereur romain germanique (fin en 983)[12]. Sa mère Adélaïde tient un temps les rênes du pouvoir[13].
- 11 mai : Edgar le Pacifique est couronné à Bath roi d'Angleterre par Dunstan, archevêque de Canterbury. Après la cérémonie, huit souverains du Pays de Galles et d'Écosse reconnaissent sa suzeraineté à Chester, sur la Dee[14].

- Harald à la Dent bleue, à la nouvelle de la mort d'Otton, aurait mené des expéditions en Holstein et provoqué en représailles une attaque d’Otton II qui aurait investi le Danevirke en 974[15].